# Embalse Robert-Bourassa

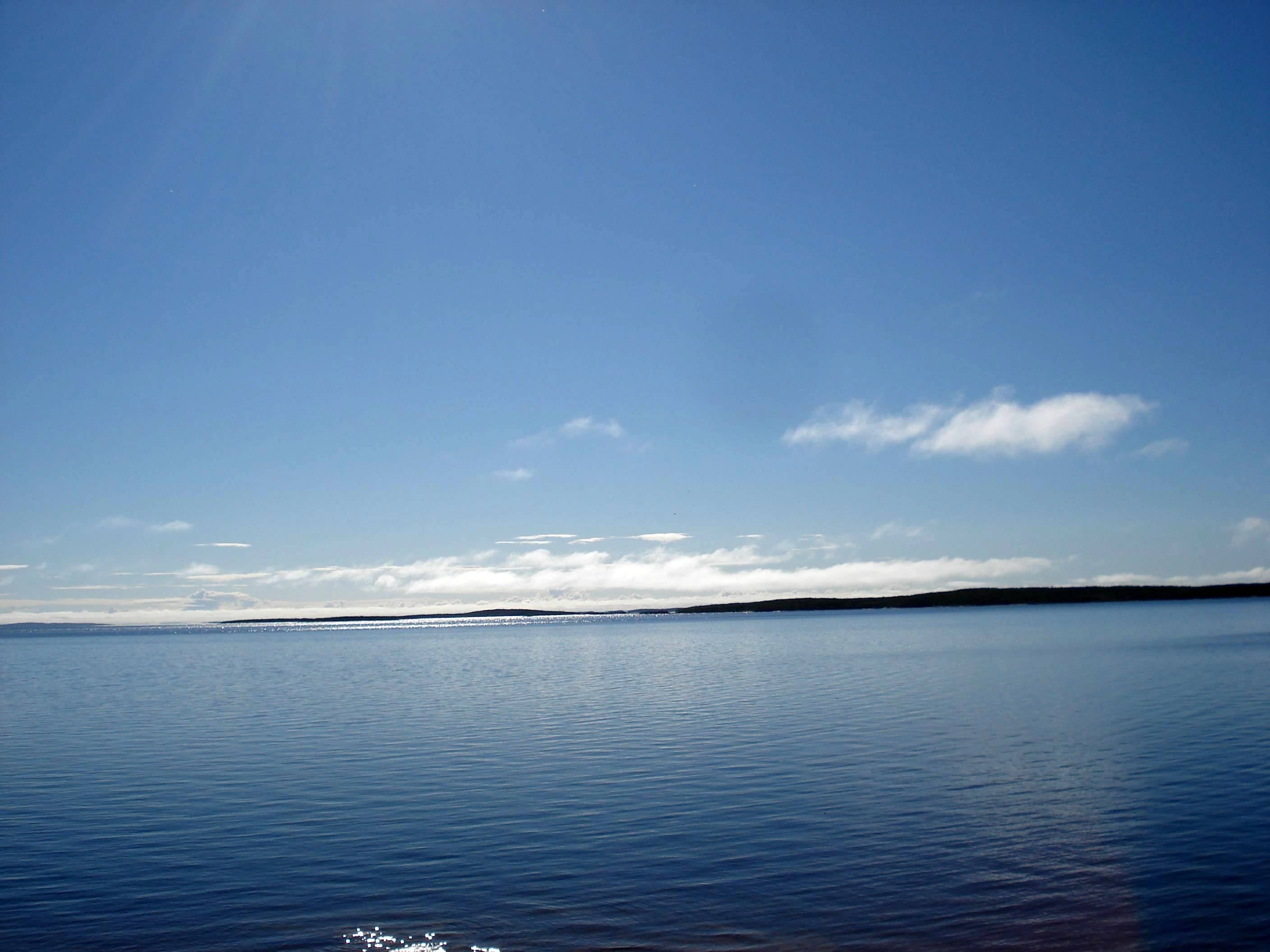
El embalse Robert-Bourassa cerca de la presa Robert-Bourassa.

El embalse Robert-Bourassa (del inglés: 'Robert-Bourassa Reservoir') y en francés: Réservoir Robert-Bourassa es un gran embalse o lago artificial localizado en la parte occidental de la península del Labrador, en el noroeste de la provincia de Quebec, en Canadá. Fue creado a mediados de la década de 1970 como parte del Proyecto de la bahía de James y proporciona el agua necesaria para las centrales hidroléctricas de Robert-Bourassa y Grande-2-A. Cuenta con una superficie máxima de agua de 2.835 km², situada a una elevación de entre 168 m y 175 m. El embalse tiene un volumen estimado de 61,7 km³, de los que 19,4 km³ están disponible para la generación de energía hidroeléctrica. Es el 15º embalse mayor del mundo por superficie y el 12º por volumen.
El embalse se formó detrás de la Presa de Robert-Bourassa, que fue construida en un valle del río La Grande. Este embalse fue construido desde 1974 a 1978, tiene 550 m de ancho en su base, y tiene 23 millones de m³ de relleno. Hay otros 31 pequeños diques que ayudan a embalsar el agua.